# ایمان گنجی
ایمان گنجی (زادهٔ ۱۳۶۵ در تهران) نویسنده، پژوهشگر، مترجم و روزنامه‌نگار ایرانی است. او در زمینه‌های فلسفه، مطالعات اجرا، زیبایی‌شناسی، و اقتصاد سیاسی کار پژوهش و نگارش کرده و از فعالان منتقد نظام سرمایه‌داری و سرکوب‌های سیاسی در ایران به‌شمار می‌رود. گنجی از سال ۱۳۸۳ تا ۱۳۹۱ در تهران زندگی می‌کرد و به‌عنوان مترجم، نویسنده، و کنشگر فعالیت داشت. او آثاری از باروخ اسپینوزا، کارل مارکس، والتر بنیامین، ژیل دلوز، فلیکس گتاری، آنتونیو نگری،‌ و دیگر متفکران سیاسی و فلسفی را به فارسی ترجمه کرده است.
او دارای دکترای مطالعات تئاتر و اجرا از دانشگاه آزاد برلین (Freie Universität Berlin) است و تمرکز پژوهشی او بر رابطه‌ی میان هنر، تکنیک، و سیاست در ایران و خاورمیانه بوده است. گنجی در کنار فعالیت‌های دانشگاهی، به‌عنوان روزنامه‌نگار ارشد و سردبیر سابق در رسانه‌های مستقل، از جمله «زمانه» در آمستردام (تا ژوئن ۲۰۲۴)، فعالیت داشته است.

## منبع
1. ↑  «ایمان گنجی مترجم کتاب شهریاری ناممکن | ایران کتاب». فروشگاه اینترنتی ایران کتاب. دریافت‌شده در ۲۰۲۵-۰۷-۲۲.
2. ↑  «Iman Ganji». transversal texts. دریافت‌شده در ۲۰۲۵-۰۷-۲۲.
3. ↑  ganji, iman. "Iman Ganji - Freie Universität Berlin". fu-berlin.academia.edu (به انگلیسی). Retrieved 2025-07-22.